# Децелерация
Децелерация — процесс, обратный акселерации, то есть замедление процессов биологического созревания всех органов и систем организма.

## Причины децелерации
- экологический фактор;
- генные мутации;
- ухудшение социальных условий жизни и, прежде всего, питания;
- рост информационных технологий, который начал приводить к перевозбуждению нервной системы и, в ответ на это, к ответному ее торможению;
- снижение физической активности.[1][неавторитетный источник]

## Описание
Главный государственный санитарный врач России Г. Онищенко в интервью компании «Интерфакс» отметил нарастание процессов децелерации в стране: «Сегодня детей с низкой массой веса регистрируется в 3 раза больше, чем 10 лет назад. Сниженные антропометрические характеристики имеют сегодня 10 % детей в России, в 1997 г. эта цифра была — 3 %. Децелерация — болезнь XXI века».
Одной из версий развития децелерации антропологи называют срабатывание универсального биологического закона цикличности, который длится 100 лет.